# República Soviética de Stávropol
La República Soviética de Stávropol fue una efímera república soviética de 1918 con capital en la ciudad homónima.
Proclamada el 1 de enerojul./ 14 de enero de 1918greg. por el social-revolucionario de izquierda Grigori Ivánovich Meshcheriakov, quien se convirtió en jefe del comité ejecutivo provincial. El 21 de enero fue elegido un consejo de comisarios del pueblo liderado por el bolchevique Aleksandr Andréyevich Ponomarev (1876-1941). Entre sus primeras medidas estuvo la publicación de un periódico llamado Vlast’ truda, «El poder del trabajo». El 28 de abril los social-revolucionarios establecieron un comité y encarcelaron a Ponomarev y los demás dirigentes, pero su revuelta fue rápidamente aplastada y los presos liberados. Un Congreso Provincial Extraordinario, celebrado entre el 9 y 14 de mayo, decidió transferir todos los poderes de gobierno a un nuevo comité ejecutivo compuesto de bolcheviques completamente. El Primer Congreso de Sóviets del Cáucaso Septentrional, celebrado el 5 a 7 de julio, acabó con la joven república uniéndola a la República Soviética del Norte del Cáucaso.
Stávropol, su antigua capital, cayó en poder del Ejército de Voluntarios del general Andréi Shkuró (1886-1947) tras una dura batalla entre el 4 y 15 de noviembre de ese año. Las fuerzas rojas, debilitadas por sus derrotas en Torgovaya y Ekaterinodar y la ejecución del general Iván Sorokin (1884-1918) por intentar un golpe de Estado, igualmente se defendieron con fiereza, sufriendo 2.500 muertos y 4.000 heridos.